# Fred Lebensold
Fred Lebensold est un architecte canadien d'origine polonaise. Il est le concepteur de plusieurs bâtiments de prestige au Canada et aux États-Unis.

## Biographie
David Froim Lebensold (mieux connu sous le nom de Fred Lebensold) naît à Varsovie, en Pologne, en 1917. Il entreprend des études de génie, avant de s'inscrire à la Regent Street Polytechnic (l'Université de Westminster) à Londres pour y étudier l'architecture. Il y obtient son diplôme en 1939.
Il exerce son  métier en Écosse et à Londres, et sert, durant la Seconde Guerre mondiale, dans le Corps des ingénieurs royaux.
En 1949, il émigre à Montréal, au Canada, pour y enseigner l'architecture à l'Université McGill. Il s'associe également avec d'autres architectes pour former une agence qui devient rapidement chef de file dans la conception de bâtiments consacrés aux arts de la scène. En 1955, il s'associe pour fonder « Affleck, Desbarats, Dimakopoulos, Lebensold, Michaud & Sise », qui changera de nom en 1970 pour devenir ARCOP (en) (ARchitectes en CO-Partenariat). Il prend la direction de la succursale torontoise en 1976.
Il est reçu membre de l'Institut royal d'architecture du Canada et de l'Académie royale des arts du Canada.
L'aspect moderniste de ses bâtiments, dans la foulée du courant fonctionnaliste, ne l'empêche pas d'être un ardent défenseur de l'architecture ancienne. Il est d'ailleurs un pionnier de la restauration d'immeubles dans le Vieux-Montréal (ayant restauré sa résidence au 430 rue Bonsecours).
Il meurt soudainement à Kingston (Ontario) le 30 juillet 1985 à l'âge de 67 ans.

## Principales réalisations
- Queen Elizabeth Theatre (en) à Vancouver (1959).
- Monument national du Canada en mémoire des Pères de la Confédération (1964).
- Salle Wilfrid-Pelletier de la Place des arts à Montréal (1964).
- Centre national des Arts à Ottawa (1969).
- Onondaga county civic center à Syracuse (1975).
- Pavillon Liliane et David M. Stewart du Musée des beaux-arts de Montréal à Montréal (1976).

## Sources
- Norbert Schœnauer, « Fred David Lebensold » (consulté le 28 mai 2012).
- Rosalind Pepall, « Le design au fil des siècles : actuel, intemporel, surprenant », Revue M du Musée des beaux-arts de Montréal,‎ printemps 2012, p. 11 (ISSN 1715-4820).